# Scrat's Continental Crack-up
Scrat's Continental Crack-up é um curta-metragem de animação estrelado por Scrat da série de filmes A Era do Gelo, essa curta-metragem também é apresentado no filme A Era do Gelo 4.

## Sinopse
Scrat, como sempre, está procurando um lugar para por sua noz. Mas a montanha começa a rachar e parte ao meio. Consequentemente, o esquilo vai parar no centro da Terra, até cair numa grande bola de gelo. A medida que vai andando na bola, a Pangeia começa a rachar. As girafas estão comendo as plantas no lugar onde seria a África. Quando a Terra racha o pescoço delas estica. Quando o esquilo vai batendo no solo, forma a Esfinge e outras partes esculpidas e construídas do mundo, como um moai da Ilha de Páscoa e as cabeças do monte Rushmore. Scrat então chega no topo da bola e se enrola, e quando se desenrola é arremessado para o espaço, atravessando a Atmosfera com toda a força. Depois ele colide com um pedaço de gelo, que racha, separando-o da noz.